# Пятая гора (роман)
«Пятая гора» — роман 1996 года бразильского писателя Пауло Коэльо.

## Библейская основа
Роман рассказывает о жизни реально существовавшего пророка Илии. Его деятельность относится к царствованию Ахава, когда гордая и властолюбивая жена слабохарактерного царя, финикиянка Иезавель, решила установить культ Ваала и Астарты.
Предание гласит, что истинные ревнители благочестия были изгнаны из страны, и при дворе был учреждён штат жрецов Ваала. Грозным мстителем за попрание святыни явился пророк Илия, который совершал много чудес, чтобы вразумить нечестивого царя. История его жизни и деятельности излагается в Третьей и Четвёртой Книгах Царств.

## Сюжет
Юноша по имени Илия, пророк Господа, вынужден под угрозой казни покинуть родной город и родную страну — Израиль. Единственный выход, который ему остаётся, — это слушать ангелов, которые ему являются, и следовать их указаниям. Именно таким образом Илия оказывается в древнем финикийском городе Акбаре и находит приют в семье вдовы с ребёнком. Но проблема заключается в том, что на израильском троне правила Иезавель — жена израильского царя Ахава. Сделавшись царицей израильского народа, она презирала его религию и порешила водворить в израильском народе своё идолопоклонство. Ахав вполне подпал под её влияние; по её настоянию в Самарии построен был храм и жертвенник Ваалу. Все пророки объявлялись вне закона, так что, пророк должен доказать жителям города, что он пришёл с мирными целями. Илия совершает несколько чудес, которые позволяют жителям Акбара поверить в его дар. Но Илие не удается остановить пришедших ассирийцев. В результате — Акбар захвачен и разорён, а вдова, которая приютила Илию и которую он успел сильно полюбить, погибает. Выдержав испытание войной и любовью, отстояв своё право на дар предвидения, Илия вдохновляет жителей города восстановить Акбар. В дальнейшем Илия возвращается в Израиль, творит чудо и вместе с сохранившими веру в истинного Бога, прогоняют финикийских жрецов и освобождают Израиль.

## Издания в России
- Книга впервые издана в России в 2001. Издательство Гелиос, София.
- В 2007 году переиздана в новой обложке. Издательство Гелиос, София.
- В 2008 году напечатана издательством АСТ, Астрель, Харвест. Этим же издательством в этом же году выпущена в серии «Книга на все времена».
- В 2007 году вышла аудиокнига.[1]